# Margarete Schlegel
Pour les articles homonymes, voir Schlegel.
Margarete Schlegel, née en Allemagne le 31 décembre 1899 et morte dans le Sud de l'Angleterre le 15 juillet 1987 (à 87 ans), est une actrice allemande.

## Filmographie sélective
Films muets
- 1920 : Le Crime du docteur Warren  (Der Januskopf) de Friedrich Wilhelm Murnau
- 1921 : Sehnsucht de Friedrich Wilhelm Murnau
- 1922 : David Copperfield d'A. W. Sandberg
- 1922 : Hanneles Himmelfahrt
- 1922 : Les Intrigues de Madame de La Pommeraye de Fritz Wendhausen
- 1923 : L'Évasion de Baruch (Das Alte Gesetz) d'Ewald André Dupont
- 1925 : Venetian Lovers
- 1926 : The Adventurers (en) de Rudolf Walther-Fein (en)
- 1927 : The Convicted (en) de Rudolf Meinert
- 1929 : Der Sittenrichter
- 1929 : The Gypsy Chief (Der Zigeunerprimas) de Carl Wilhelm

Films parlants
- 1931 : Sur le pavé de Berlin (Berlin-Alexanderplatz) de Phil Jutzi
- 1932 : Das Blaue vom Himmel de Victor Janson